# Spengleria rostrata
Spengleria rostrata is een tweekleppigensoort uit de familie van de Gastrochaenidae. De wetenschappelijke naam van de soort is voor het eerst geldig gepubliceerd in 1793 door Spengler.